# Osmia bicolor
Osmia bicolor, la abeja albañil de dos colores, es una especie de abeja paleártica del género Osmia. Destaca entre otras abejas porque anida en conchas de caracol vacías.

## Descripción
Las hembras son pequeñas, de aproximadamente 12 mm de longitud, con cabeza y tórax negro y un abdomen cubierto de pelos de color rojo brillante. En los machos el color rojo del abdomen es menos intenso.

## Distribución y hábitat
Se encuentra en Europa y Asia occidental desde Gran Bretaña en el oeste y hacia el este hasta el oeste de Turquestán y desde Escandinavia hasta territorios al sur en España y Rumania. Es frecuente encontrarla en praderas y bosques caducifolios abierto sobre tierras calcáreas y en  zonas de rocas caliza y yesos.

## Biología
Es univoltina en Europa occidental y es una de las primeras abejas que aparece en la primavera. Los machos pueden ser vistos en febrero, a pesar de que el periodo de vuelo normal es de abril a julio. Las hembras aparecen unas cuantas semanas después de los machos y el apareamiento se produce con prontitud. Si se comparan hembras y machos, los últimos tienen una vida muy corta. Una vez se han apareado con la hembra, la abeja busca conchas vacías de caracoles como de Helix pomatia, Cepaea nemoralis, Cepaea hortensis y Monacha cantiana, así como conchas de especies del género Arianta, Crepidula, Fruticicola y Helicella. Una vez que la hembra ha seleccionado una concha deposita en ellas unas pelotas que constan de polen y néctar masticados, como provisión de alimentos para el nido. Pone un huevo en cada concha, junto con un bolo alimenticia y después construye una célula alrededor de ellos.
Según la medida de las conchas la célula constará de entre cuatro a cinco celdillas por concha, las cuales serán selladas con el mismo tipo de material masticado utilizado para crear las celdas, así como siendo usado en el exterior de la concha como camuflaje. La hembra también deposita arena, grava y tierra entre la última celda y el tapón a modo de barrera anti depredadores. La hembra coloca la concha mirando hacia la tierra. Una vez el nido está concluido, la abeja lo cubre con un dosel de raíces de hierba, hojas o ramitas pequeñas a modo de camuflaje. Utiliza su saliva para atar y unir los materiales que forman el dosel. Las hembras son a menudo vistas llevando estos materiales, los cuáles pueden ser mucho más largos que la longitud de la abeja. Si la tierra es bastante blanda la hembra puede también enterrar parcialmente la concha. El macho  ha sido citado utilizando conchas de caracol vacío como refugios durante periodos de tiempo frío o húmedo, así como refugio por la noche. La hembra hace entre seis o siete nidos en la estación de cría. La avispa cuckoo Chrysura refulgens ha sido citada como parasitaria de los nidos de O. bicornis en Italia.
Osmia bicolor es poliléctica y utiliza una gran variedad de flores para alimentarse y para recoger polen y néctar. 

## Conservación
Está clasificado como especie notable en Gran Bretaña, a pesar de que  está clasificado baja preocupación por la Unión Internacional para la Conservación de Naturaleza y Comisión europea.